# Giovanni della Casa

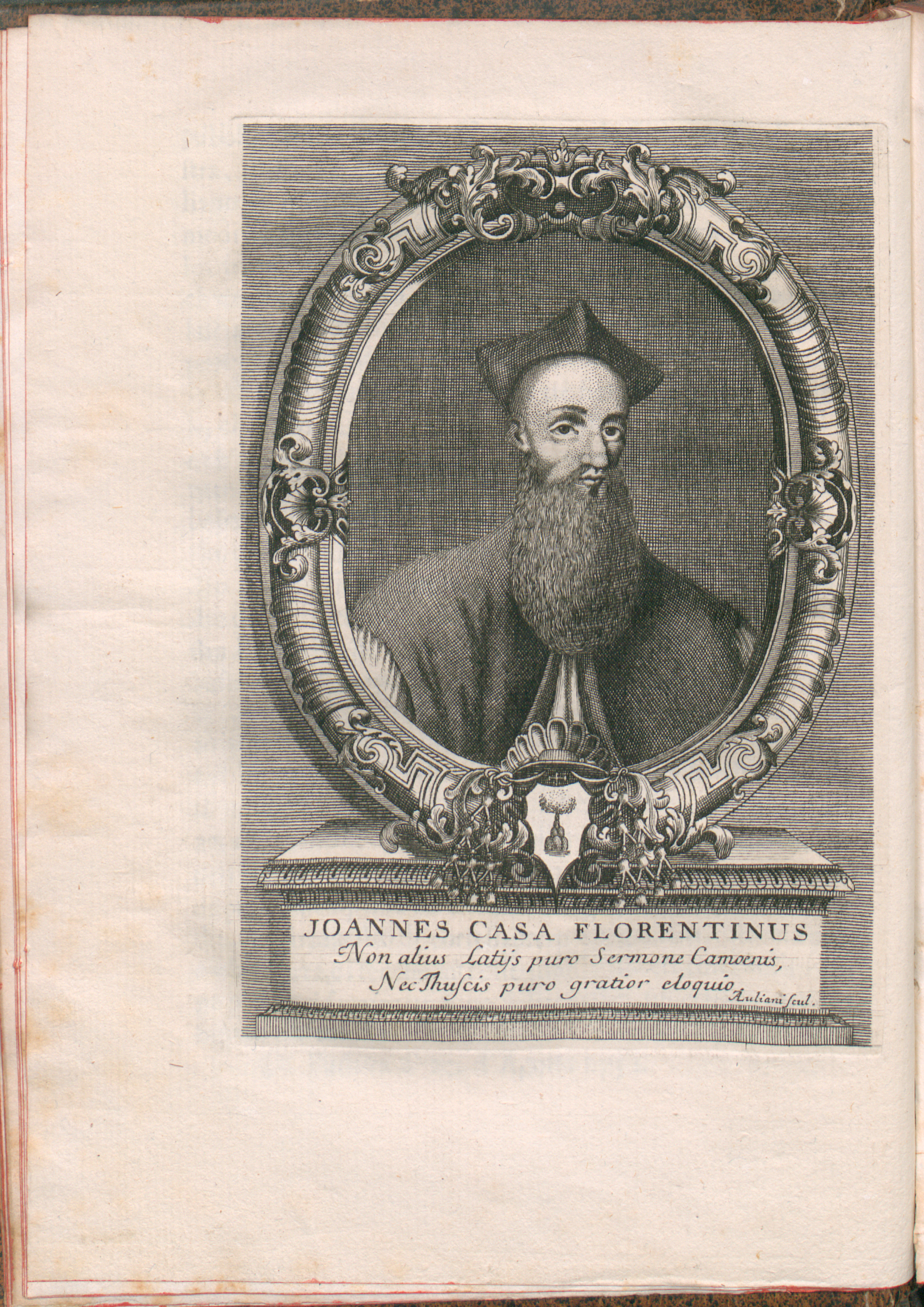
Opere, 1752

Giovanni della Casa (ur. 28 czerwca 1503, zm. 14 listopada 1556) – włoski duchowny katolicki, arcybiskup Benewentu, inkwizytor, dyplomata, znawca prawideł etykiety dworskiej, pisarz i poeta. Jego najbardziej znanym dziełem, jest Il Galateo overo de’ costumi (1558), pierwszy, niezwykle popularny podręcznik dobrych manier.